# Fermín Zanón Cervera
Fermín Zanón Cervera, född 1875 i Godelleta i Valencia, död 1944 i sin födelsestad, var en spansk zoolog. Han slogs i spansk-amerikanska kriget och blev kvar i Amerika som medlem av civilgardet och blev där professionell naturalist. Han arbetade vid Kubanska jordbruksministeriet där han fungerade som konservator över deras entomologiska samlingar. 
Den amerikanska herpetologen Thomas Barbour guidades av Cervera på sina resor på Kuba, och när Barbour fick höra talas om besynnerliga fåglar som skulle finnas i Zapataträsket (Ciénaga de Zapata på spanska) sände han Cervera på ett antal exkursioner till området. Han fann där tre fågelarter som inte tidigare hade beskrivits av vetenskapen och skickade dem till Barbour för att bli formellt beskrivna.
Två av de vetenskapliga namnen som Barbour gav dessa arter hedrar deras upptäckare:
- Zapatagärdsmyg (Ferminia cerverai)
- Zapatasparv (Torreornis inexpectata)
- Zapatarall (Cyanolimnas cerverai)

Gärdsmygen, rallen och en underart av sparven är endemiska för träsket. Cervera upptäckte även en mängd insekter, speciellt i ordningen Neuroptera. 
1927 återvände Cervera till Spanien för att fortsätta sitt arbete som entomolog, och han levde och verkade i sin hemstad Godelleta tills han avled 1944.